# Leo Finkelstein
Leo Finkelstein (ur. 1885 w Radomiu, zm. 1950) – żydowski pisarz, publicysta, krytyk literacki i pedagog.

## Życiorys
Ukończył Gimnazjum Rządowe w Kielcach, następnie studiował filozofię i polonistykę na Uniwersytecie Jagiellońskim. Pracował jako nauczyciel języka polskiego i jidysz w gimnazjum.
Podczas wojny polsko-bolszewickiej służył w Wojsku Polskim. W okresie dwudziestolecia międzywojennego pełnił funkcję członka zarządu gminy żydowskiej w Warszawie, był także wiceprzewodniczącym Związku Literatów i Dziennikarzy Żydowskich, sekretarzem sekcji żydowskiej PEN Clubu oraz członkiem zarządu Kultur-Lige, Towarzystwa Przyjaciół JIWO i Centralnego Związku Rzemieślników Żydów. W latach 30. XX wieku związał się z Bundem.
Współpracował m.in. z „Naszym Przeglądem”, „Folkscajtung”, „Der Moment” i „Literarisze Bleter”. W latach 1933–1934 był także wydawcą nieregularnie wydawanego pisma „Nasza Obrona. Pismo poświęcone antyhitlerowskiej akcji gospodarczej”. Był także autorem jednoaktówek, wystawianych przez amatorskie teatry w Kielcach. 
II wojnę światową przeżył w Związku Radzieckim. Podczas pobytu w Moskwie został wraz z żoną aresztowany i zesłany. Był działaczem Komitetu Organizacyjnego Żydów Polskich. W 1946 roku powrócił do Polski, współpracował wówczas z czasopismem „Jidisze Szriftn”. W październiku 1946 roku w miesięczniku „Folkscajtung” opublikował artykuł Obrzydliwość, brzydź się nią. O pisarzu, który jest oskarżony o zdradę, w którym oskarżył Michała Weicherta o kolaborację z Niemcami i wzywał do ponownego osądzenia go.
Niedługo później wyjechał do Paryża, a w 1948 roku osiedlił się w Stanach Zjednoczonych.

## Publikacje
- Grund sztrichtn fun der jidiszer filosofie (Zasadnicze kierunki filozofii żydowskiej, 1937)
- Ał nahorot Pojłn (Nad rzekami Polski)
- Do un dort (Tu i tam, 1950)
- Jidisz łuszn un jidisze egzistenc (Żydowskie oszołomienie i żydowska egzystencja, 1954)